# Ajedrez con handicap
|       |       |       |       |       |       |       |       |       |  |
|       | a8 rd | b8 nd | c8 bd | d8 qd | e8 kd | f8 bd | g8 nd | h8 rd |  |
| a7 pd | b7 pd | c7 pd | d7 pd | e7 pd | f7    | g7 pd | h7 pd |       |  |
| a6    | b6    | c6    | d6    | e6    | f6    | g6    | h6    |       |  |
| a5    | b5    | c5    | d5    | e5    | f5    | g5    | h5    |       |  |
| a4    | b4    | c4    | d4    | e4    | f4    | g4    | h4    |       |  |
| a3    | b3    | c3    | d3    | e3    | f3    | g3    | h3    |       |  |
| a2 pl | b2 pl | c2 pl | d2 pl | e2 pl | f2 pl | g2 pl | h2 pl |       |  |
| a1 rl | b1 nl | c1 bl | d1 ql | e1 kl | f1 bl | g1 nl | h1 rl |       |  |
|       |       |       |       |       |       |       |       |       |  |

El ajedrez con handicap consiste en el uso de handicaps (o "probabilidades", en español) en el ajedrez. Son variantes que permiten que un jugador más débil tenga la oportunidad de ganar contra uno más fuerte. Hay una variedad de desventajas de este tipo, como probabilidades materiales (el jugador más fuerte entrega una pieza o piezas determinadas), movimientos extra (el jugador más débil tiene un número acordado de movimientos al comienzo del juego), tiempo extra en el reloj de ajedrez y condiciones especiales (como exigir que el dador de probabilidades entregue jaque mate con una pieza o peón específico). También son posibles varias permutaciones de estos, como "peón y dos movimientos".
Los handicaps eran bastante populares en los siglos XVIII y XIX, cuando el ajedrez se jugaba a menudo con apuestas monetarias, para inducir a los jugadores más débiles a jugar por apuestas. Hoy en día, las desventajas rara vez se ven en una competencia seria fuera de las partidas de ajedrez humano-computadora. Dado que los motores de ajedrez han sido rutinariamente superiores incluso a los maestros de ajedrez desde principios del siglo XXI, los jugadores humanos necesitan probabilidades considerables para tener posibilidades prácticas en tales partidos.
|       |       |       |       |       |       |       |       |       |  |
|       | a8    | b8 rd | c8 bd | d8 qd | e8 kd | f8 bd | g8 nd | h8 rd |  |
| a7 pd | b7 pd | c7 pd | d7 pd | e7 pd | f7 pd | g7 pd | h7 pd |       |  |
| a6    | b6    | c6    | d6    | e6    | f6    | g6    | h6    |       |  |
| a5    | b5    | c5    | d5    | e5    | f5    | g5    | h5    |       |  |
| a4    | b4    | c4    | d4    | e4    | f4    | g4    | h4    |       |  |
| a3    | b3    | c3    | d3    | e3    | f3    | g3    | h3    |       |  |
| a2 pl | b2 pl | c2 pl | d2 pl | e2 pl | f2 pl | g2 pl | h2 pl |       |  |
| a1    | b1 nl | c1 bl | d1 ql | e1 kl | f1 bl | g1 nl | h1 rl |       |  |
|       |       |       |       |       |       |       |       |       |  |

## Historia
Según Harry Golombek , "las apuestas alcanzaron su apogeo en el siglo XVIII y principios del XIX". De hecho, era tan frecuente en el siglo XVIII que Philidor (1726–1795) jugó la gran mayoría de sus juegos con probabilidades. Alrededor del quince por ciento de los juegos conocidos de Paul Morphy (1837–1884) son juegos en los que dio probabilidades.
Howard Staunton en The Chess-Player's Handbook (1847) aconsejó a los jugadores inexpertos que aceptaran las probabilidades ofrecidas por jugadores superiores y, al mejorar hasta el punto de que ellos mismos pudieran dar probabilidades a algunos jugadores, evitar jugar con tales jugadores en términos parejos, advirtiendo que hacer por lo que es apto para inducir "un hábito de juego indolente y negligente". En 1849, Staunton publicó The Chess-Player's Companion , una obra de 510 páginas "dirigida principalmente a la exposición de aperturas en las que una de las partes da probabilidades". Se dedicaron poco más de 300 páginas a los juegos de probabilidades: el Libro I (páginas 1 a 185) contenía juegos jugados con varias probabilidades, y la mayor parte del Libro V (páginas 380–496) discutía varios tipos de probabilidades, incluidas las exóticas e inusuales. El tratado de aperturas de ajedrez de finales del siglo XIX Chess Openings Ancient and Modern, de Edward Freeborough y Charles Ranken, incluía catorce páginas de análisis de las mejores jugadas en juegos jugados con probabilidades de peón y jugada, peón y dos jugadas, y cualquier caballo.
Macon Shibut escribe que a mediados del siglo XIX, "el ajedrez era un juego de apuestas... Las partidas individuales por apuestas eran el foco del juego organizado. Las partidas entre jugadores destacados atraían a muchos seguidores, por lo que los maestros a menudo lograban encontrar patrocinadores que respaldaran sus intereses personales". apuestas". Sin embargo, las sumas disponibles eran generalmente relativamente escasas y los viajes eran arduos, por lo que la cantidad de dinero obtenida de esta manera no era suficiente para permitir que los ajedrecistas profesionales se mantuvieran económicamente. [7] Además, el primer gran torneo de ajedrez no se organizó hasta 1851, y los torneos de ajedrez siguieron siendo una rareza durante las décadas siguientes. Con los torneos como un medio poco confiable para ganarse la vida, el dar probabilidades se convirtió en una forma para que los maestros incitaran a los aficionados a jugar por apuestas, ya que las probabilidades le daban al aficionado una oportunidad de pelear. El sistema de probabilidades incluso se convirtió en el primer sistema de clasificación: los aficionados se clasificaban según el hándicap que necesitaban para competir contra un maestro, y se los denominaba "jugador de torre" o "jugador de peón y movimiento". ", por ejemplo, como muchas personas hablarían hoy en día de los jugadores por sus calificaciones Elo (por ejemplo, un "jugador 1200" o un "jugador 1800").
Los juegos de azar se hicieron cada vez más raros a medida que avanzaba el siglo XIX. Hoy, a excepción de las probabilidades de tiempo, casi han desaparecido. Shibut postula que los juegos jugados con probabilidades materiales se volvieron impopulares por razones tecnológicas, políticas y filosóficas. Tomando estos a su vez, primero, la introducción de los relojes de ajedrez dio lugar a una nueva forma de dar probabilidades, una que hoy ha suplantado a las probabilidades materiales como el modo preferido de dar probabilidades. En segundo lugar, la Unión Soviética apoyó a los maestros de ajedrez y patrocinó la educación en ajedrez, pero esperaba que los maestros de ajedrez "sean íconos culturales, no estafadores". En tercer lugar, el ajedrez comenzó a ser tratado de una manera científica y lógica, "con la suposición de que la 'mejor jugada' idealizada [viene] para sustentar todo análisis". Desde esta perspectiva, un juego que comienza desde una posición "perdida" se vuelve menos interesante, incluso desagradable. Los escritos de Wilhelm Steinitz (1836–1900), el primer campeón mundial, y James Mason (1849–1905) son consistentes con el último punto.
En una entrevista con Ralph Ginzburg publicada en la edición de enero de 1962 de Harper's Magazine , se citó al futuro campeón mundial Bobby Fischer diciendo que las mujeres eran ajedrecistas débiles y que él podía dar con éxito probabilidades de caballo a cualquier mujer en el mundo. Fischer afirmó más tarde que Ginzburg había distorsionado lo que había dicho.
En 2001, el empresario londinense Terence Chapman, un jugador de nivel maestro , jugó un partido contra el ex campeón mundial Garry Kasparov, con Kasparov dando probabilidades de dos peones en cada juego (los peones eliminados eran diferentes cada vez); Kasparov ganó el partido por dos juegos a uno, con un empate.
Rybka, un motor de ajedrez informático de primer nivel diseñado por el maestro internacional Vasik Rajlich, jugó una serie de partidas de handicap contra fuertes jugadores humanos. En marzo de 2007, Rybka derrotó al Gran Maestro Jaan Ehlvest después de dar probabilidades de peón (eliminando un peón diferente cada vez). En enero de 2008, Rybka derrotó al Gran Maestro Joel Benjamin después de dar probabilidades de empate. En marzo de 2008, Rybka entregó peón y jugada (eliminando un peón diferente cada vez) al Gran Maestro Roman Dzindzichashvili, empatando el partido 4-4. En junio de 2008, Rybka le dio probabilidades de caballero al Maestro de la FIDE John Meyer, perdiendo 4-0. El 6 de julio de 2008, Rybka le dio a Meyer probabilidades de peón y tres movimientos, ganando 3-1.

## Handicaps
El propósito de un hándicap, o probabilidades, es compensar la diferencia de habilidad entre dos jugadores de ajedrez.  Hay una variedad de desventajas: probabilidades materiales ; movimientos extra; probabilidades de tiempo ; restricciones especiales (como pion coiffé ); ponderación de los resultados (como "probabilidades de empate": contar un empate como una pérdida para el dador de probabilidades); apuestas diferenciales; y restricciones físicas, como el ajedrez a la ciega .  También son posibles muchas permutaciones diferentes de desventajas (por ejemplo, una desventaja material más probabilidades de tiempo), al igual que las desventajas compensatorias (por ejemplo, un jugador renuncia a una pieza, pero recibe una de las piezas o peones del oponente y/o movimientos extra, a cambio).
Harry Golombek da la siguiente lista de probabilidades materiales (en nivel de handicap creciente): 
Tenga en cuenta que el dador de probabilidades juega con las blancas a menos que se indique lo contrario, y "probabilidades de peón" normalmente se refiere al peón f (es decir, el peón ubicado inicialmente en la casilla f2 para las blancas y en la casilla f7 para las negras).  La razón es que quitar cualquier otro peón da alguna compensación en la forma de abrir una columna o diagonal para una torre, alfil o reina. 
- Probabilidades de la jugada: el jugador más débil juega con las blancas.
- Dos movimientos: el jugador más débil juega con las blancas y comienza el juego haciendo dos movimientos.
- Peón y jugada: el jugador más débil juega con las blancas; se retira un peón negro (típicamente el de f7) del tablero.
- Peón y dos movimientos: el jugador más débil juega los dos primeros movimientos y se elimina el peón de las negras en f7.
- Probabilidades de caballo: se elimina uno de los caballos del jugador más fuerte , generalmente el caballo reina en b1 o b8.
- Probabilidades de torre: se elimina una de las torres del jugador más fuerte , generalmente la torre de dama en a1 o a8.
- Torre y peón: Se eliminan la torre y el peón f de la reina del jugador más fuerte.
- Dos piezas menores: el dador de probabilidades elige cuál de sus dos caballos y/o alfiles eliminar.
- Torre y caballo: Se eliminan la torre y el caballo de la reina del jugador más fuerte.
- Probabilidades de la reina: se elimina la reina del jugador más fuerte .
- Dos torres: se eliminan las dos torres del jugador más fuerte.
- Reina y torre: Se eliminan la reina y la torre del jugador más fuerte.
- Probabilidades del flanco de dama: Se eliminan todas las piezas del flanco de dama (no los peones) del jugador más fuerte.
- Rey fuerte: el rey del jugador más débil puede moverse hasta dos casillas en cualquier dirección en línea recta.

Larry Kaufman  escribe que bajo la tradición del ajedrez de los siglos 18 y 19, la desventaja por debajo de las probabilidades del caballo era:
- Peón y tres movimientos: las blancas juegan los tres primeros movimientos y las negras juegan sin el peón de f7.  En los juegos de probabilidades con movimientos adicionales (peón y dos movimientos, peón y tres movimientos), el receptor de probabilidades no puede moverse más allá de la cuarta fila con esos movimientos.  De lo contrario, las blancas podrían ganar inmediatamente con 1.e3 2.Ad3 3.Dh5+ g6 4.Dxg6+ hxg6 5.Axg6#.[21]

La lista de Kaufman para la década de 1800 es:
- probabilidades de empate (posiblemente dos pasos, según el color que juegue el jugador más fuerte);
- peón (f2);
- peón (f7) y movimiento;
- peón y dos jugadas (generalmente 1.e4);
- peón y tres movimientos (generalmente 1.e4 y 2.d4);
- caballo (más a menudo b1 que g1);
- caballo y movimiento (más a menudo b8 que g8);
- torre (a1) con peón en a3;
- torre (a1) con peón en a2;
- torre y movimiento (a8);

y luego todo el ciclo podría repetirse con una torre adicional, con las probabilidades de dama sustituyendo dos torres. (Según Kaufman, las probabilidades de dama son probablemente una desventaja mayor que dos torres).
Incluso con la condición de "no se mueve más allá de la cuarta fila", las negras no pueden dar a las blancas un número ilimitado de movimientos. Hacerlo permitiría a las blancas establecer la posición de la derecha, cuando las amenazas dobles de las blancas de 1.Dxf7# y 1.Ned6+ cxd6 2.Cxd6# son inmediatamente decisivas.  Kaufman también señala que el peón y los cuatro movimientos ya son problemáticos debido a 1.e3 2.Ad3 3.Dg4 4.Cc3, y ahora las negras se ven obligadas a renunciar al peón e y cambiar las damas.
IA Horowitz añade a la lista anterior lo siguiente: 
Probabilidades de empate: la más pequeña de estas desventajas; el jugador más fuerte juega con las blancas y los empates se cuentan como victorias para las negras.
Reina por torre: una desventaja entre las probabilidades del caballo y las probabilidades de la torre; se eliminan la reina del dador de probabilidades y la torre de la reina del receptor de probabilidades.
Dama por caballo: una desventaja ligeramente mayor que las probabilidades de torre; se eliminan la reina del que da las probabilidades y el caballo de la reina del que recibe las probabilidades.
Si se da una torre, el jugador que da las probabilidades aún puede enrocar con la torre ausente, moviendo solo el rey.

## Otros
Los handicaps de tiempo se practican con mayor frecuencia en los juegos relámpago ("blitz" o "ajedrez bala"). Al jugador más fuerte se le puede dar uno o dos minutos para jugar todo el juego, mientras que el jugador más débil recibe cinco minutos o más. Las probabilidades de dinero son otra forma de compensar una diferencia de fuerza; el jugador más fuerte aporta algún múltiplo (tres, cinco, diez, etc.) de la cantidad de dinero aportada por el jugador más débil. 
En los siglos XVI-XIX, a veces se usaba la desventaja de pion coiffé (peón coronado o marcado). El jugador más fuerte debe hacer jaque mate con un peón en particular, que generalmente se marca al comienzo del juego. El peón no puede ser coronado; dando jaque mate con cualquier otro peón o pieza se pierde el juego. Se considera que Pion coiffé es equivalente a dar probabilidades de una reina.  Del mismo modo, en ocasiones se han jugado juegos con una pieza anillada, donde se coloca un anillo o banda alrededor de una pieza en particular, y el jugador que da las probabilidades debe dar jaque mate a esa pieza.  Esta forma de probabilidades, junto con pion coiffé, son muy difíciles para el dador de probabilidades, que no puede permitir que el receptor de probabilidades se sacrifique por la pieza o el peón coronado o anillado. Por ejemplo, en pion coiffé, después de 1.e4 d5 2.exd5 Dxd5, las negras ya amenazan con sacrificar la dama por el peón coronado si es el peón a, d o g, para jugar 3...De5+ seguido de tal sacrificio si es el peón b o h, o jugar 3...De4+ seguido de un sacrificio si es el peón c.
- Jaque mate en una casilla en particular: esto puede significar que el rey del receptor de probabilidades debe recibir mate mientras está en la casilla especificada, o que la pieza del dador de probabilidades debe administrar mate desde esa casilla. Carrera consideró que la primera de ellas era más o menos equivalente a las probabilidades del caballo, la segunda un poco menos.  Assiac observó del primero: "Esto suena como una proposición formidable, pero realmente no lo es. Todo lo que el mejor jugador tiene que hacer es reducir el juego a un final favorable. A partir de entonces, habiendo coronado uno o dos peones, él Encontrará el resto fácil".
- Jaque mate con un peón: el peón de mate puede ser cualquier peón, no un peón específico, como en pion coiffé. Carrera consideró esta forma de probabilidades equivalente a dar probabilidades de dos peones.
- Dar todas las piezas para dos movimientos cada vez: el que da las probabilidades comienza el juego solo con el rey y los peones, mientras que el que recibe las probabilidades tiene un complemento completo de piezas y peones. A cambio de esto, el dador de probabilidades juega dos movimientos en cada turno, mientras que el receptor de probabilidades solo puede jugar uno. Carrera escribió que si bien algunos consideraban que este era un juego parejo, él pensó que favorecía las piezas, aunque el lado con las piezas debe jugar con cautela. El jugador con las piezas debe tratar de eliminar los peones, por ejemplo, entregando dos peones por uno, o una pieza menor por dos peones.  Esto también se llama Monster chess (que generalmente usa 4 peones).
- Dar al rey el movimiento del caballo: el rey del receptor de probabilidades, además de poder moverse de la manera habitual, puede moverse como un caballo . Carrera consideró esta forma de probabilidades impropia porque permite que el receptor de probabilidades use su rey para dar jaque mate al rey enemigo de un movimiento de caballo (por ejemplo, con el rey del receptor de probabilidades en g6 y el rey del dador de probabilidades en h8, el último está en jaque y, si no es posible una respuesta legal, se le da jaque mate).  Carrera consideró esta forma de probabilidades equivalente a dar probabilidades de torre y peón. Debido al poder inusual del rey, el dador de probabilidades requiere más material de lo habitual para dar jaque mate a un rey desnudo (por ejemplo, una dama y otra pieza, o dos torres).
- Dar a la reina el movimiento del caballo: de manera similar a lo anterior, la reina del receptor de probabilidades (en lugar del rey) tiene la capacidad adicional de moverse como un caballo. Esto hace que la dama sea muy poderosa, ya que tiene la capacidad de administrar mate sin la ayuda de ninguna otra pieza (por ejemplo, una dama mejorada en h6 da mate a un rey en h8, ya que Rg8 aún dejaría al rey en jaque). Carrera consideró que esto era más o menos equivalente a las probabilidades de los caballos, aunque variaba según las fortalezas de los jugadores.
- Probabilidades del rey enrocado: El receptor de probabilidades comienza el juego con las posiciones de su rey y una de sus torres intercambiadas (por ejemplo, el rey en h8 o a8, y la torre desplazada en la casilla del rey). Se usa la primera forma (rey en h8, torre en e8) a menos que se especifique lo contrario antes del juego. Carrera pensó que esta forma de probabilidades equivalía al jugador con piezas colocadas normalmente dando un poco menos de dos peones, o un poco menos de un caballo si la torre de a8 y el rey son los que se intercambian. Staunton señaló que la descripción y los ejemplos de Carrera de estas probabilidades "no se adaptan a nuestro modo de enroque", ya que el rey y la torre no terminan en las mismas casillas que normalmente ocuparían después del enroque.

Staunton también mencionó las siguientes formas inusuales de probabilidades no discutidas por Carrera:
- Probabilidades del juego perdedor: El dador de probabilidades se compromete a obligar al receptor de probabilidades a darle jaque mate.  (Véase París-Marsella, correspondencia de 1878, que figura a continuación).
- Peones adicionales: el dador de probabilidades permite que el receptor de probabilidades comience el juego con un número específico de peones adicionales (por ejemplo, ocho peones adicionales).  A menos que se acuerde especialmente, el bando con los peones adicionales mueve primero.
- Probabilidades de torre de dama a cambio del caballo de dama del oponente, o peón y jugada, o peón y dos jugadas.
- Probabilidades de dama caballo a cambio de peón y jugada, o a cambio de las dos primeras jugadas.[26]

## Calificación equivalente
El gran maestro Larry Kaufman escribió lo siguiente sobre la equivalencia de calificación de Elo de dar probabilidades de caballo: 
El equivalente de Elo de un hándicap dado se degrada a medida que se desciende en la escala. Un caballo parece valer alrededor de mil puntos cuando el jugador "débil" está cerca del nivel de IM , pero disminuye a medida que bajas. Por ejemplo, tengo alrededor de 2400 y he jugado toneladas de juegos de probabilidades de caballeros con estudiantes, y pondría el punto de equilibrio (para juegos sin tiempo pero razonablemente rápidos) conmigo en alrededor de 1800, así que tal vez un valor de 600 en este nivel. Un 1800 probablemente puede dar probabilidades de caballo a un 1400, un 1400 a un 1100, un 1100 a un 900, etc. Obviamente, esta es la forma en que debe funcionar, porque cuanto más débiles son los jugadores, más probable es que el más débil error una pieza o más. Cuando llegas al nivel del jugador promedio de 8 años, las probabilidades de caballero son solo una ligera ventaja, tal vez 50 puntos más o menos.
Kaufman ha escrito que Kasparov podría dar cuotas de peón y movimiento a un gran maestro débil (valoración FIDE de 2500) y ser ligeramente favorecido, y tendría posibilidades iguales de probabilidades de caballo contra un jugador con una valoración FIDE de 2115.